# Корривертон
Корривертон (англ. Corriverton) — город в регионе Ист-Бербис-Корентайн в Гайане, самое восточное поселение страны. Город находится в устье реки Корантейн, напротив города Ньив-Никкери (Суринам), с которым он связан паромной переправой из Зёддрайна. Город расположен в 145 км к юго-востоку от столицы страны, Джорджтауна.
Корривертон произошёл от двух старых городов, Спринглендс и Скелдон, а также нескольких деревень которые были названы или пронумерованы в честь их сахарных плантаций, которыми владела компания Bookers.
На 2002 год, население города было 11 574 человек. В городе в большом количестве вместе живут индуисты, христиане и мусульмане.
С 2018 года, мэр города — Уинстон Робертс (англ. Winston Roberts)

## Инфраструктура
В связи со множеством исповедуемых религий в городе, тут присутствует много мечетей, церквей и индуистских храмов.
Из отелей в городе можно выделить Paraton Inn, Mahogany Hotel, Riverton Suites, Hotel Malinmar, Swiss Guest House и множество других.
С 1998 года, паромная переправа CANAWAIMA соединяет Молсон-Крик, город в 10 км к югу от Корривертона, с Зёддрайном в Суринаме. Это единственная законная связь между странами.
Местные такси зовутся «тапирами». Они являются местной интерпретацией филиппинских джипни и индийских моторикш, так как водители «тапиров» любят их всячески украшать.